# アルベルス正積円錐図法

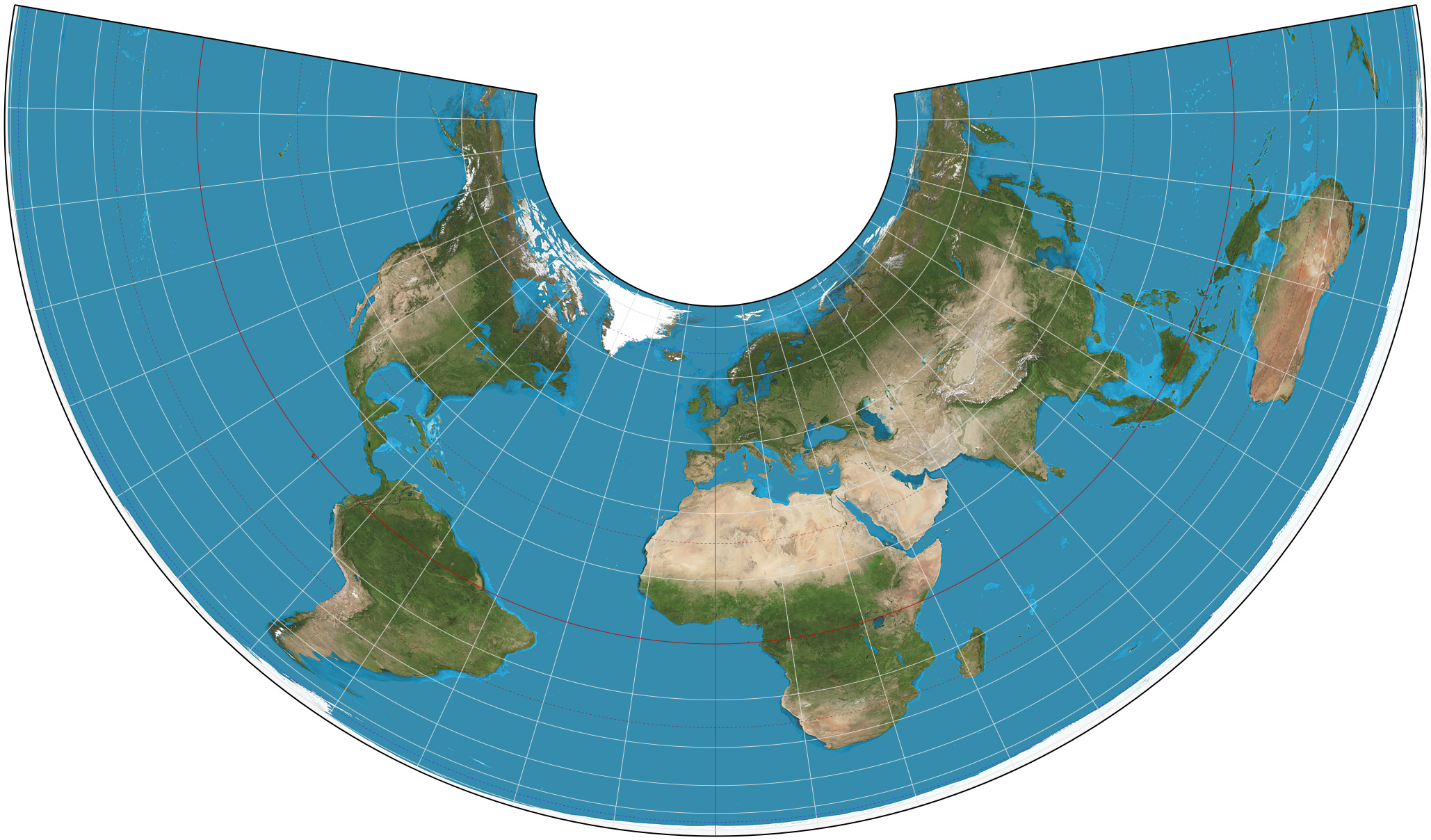
標準緯線を北緯20°及び北緯50°に設定したアルベルス正積円錐図法

標準緯線を北緯15°及び北緯45°に設定し、テイソーの指示楕円を付したアルベルス正積円錐図法

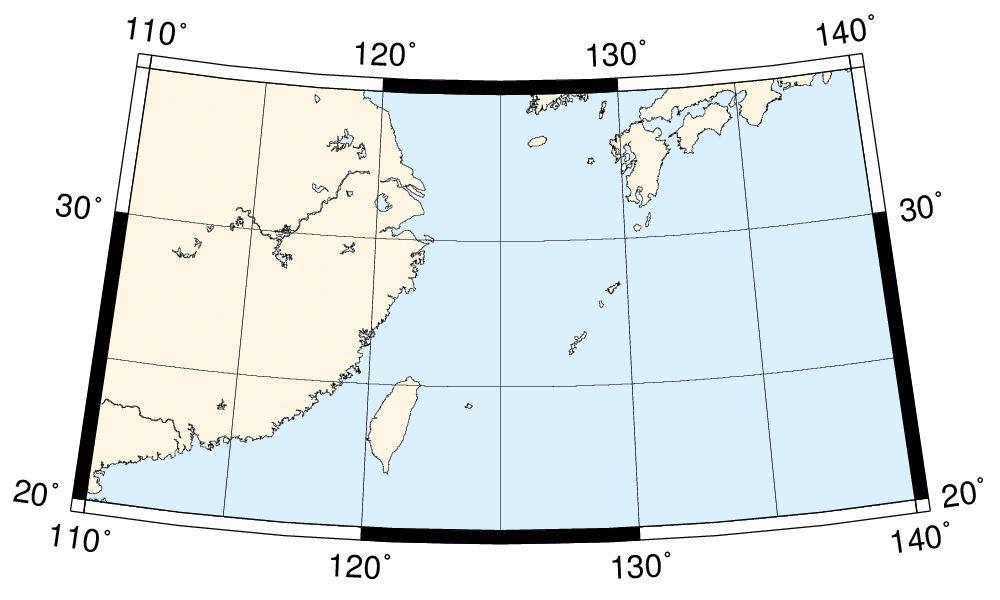
アルベルス正積円錐図法による地図の例

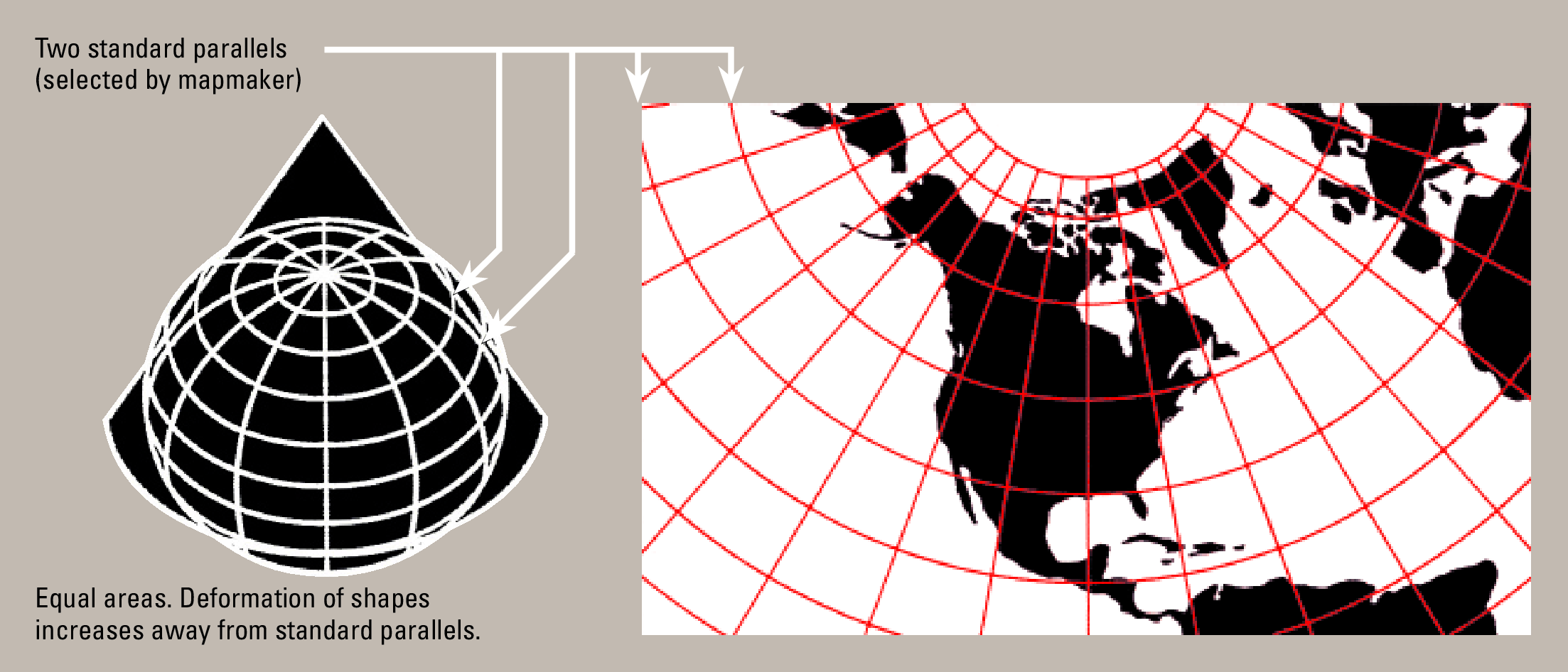
アルベルス正積円錐図法は面積を正確に表示するが、形状は歪を伴う。

アルベルス正積円錐図法（アルベルスせいせきえんすいずほう、Albers Equal-Area Conic Projection）とは、地図投影法の一つで、2つの標準緯線を持つ図法の一種である。円錐図法であり、正積図法でもある。1805年にハインリヒ・クリスティアン・アルベルスが考案・発表した。
日本の国土地理院が発行する「全国都道府県市区町村別面積調」では、平成26年面積調から、面積測定に当たり2本の標準緯線を北緯33°及び北緯44°、中央経線を東経135°とするアルベルス正積円錐図法を採用している。

## 投影法の特徴
この投影法により、地球は円錐台の側面の展開図に投影され、緯線は円錐台の頂点の展開点を中心とする同心円弧状に、経線は当該展開点から放射状に描かれる。極点は緯線円弧群と同心の円弧へ投影されることになる。高緯度側の標準緯度を90°に設定したものがランベルト正積円錐図法に相当する。

## 投影の表式
以下では地球を赤道半径 a 、離心率 e の扁球回転楕円体として説明する。
座標原点を円錐台の頂点に相当する投影点にとり、当該原点から赤道へ向かう方向を正方向とした中央経線をX軸に設定し、当該中央経線の経度をλ0 とするとき、2つの標準緯度 φ1、φ2 に対して、緯度 φ、経度 λ の点を
{\displaystyle x=r(\varphi )\cos k(\lambda -\lambda _{0}),\quad y=r(\varphi )\sin k(\lambda -\lambda _{0})}
{\displaystyle r(\varphi )={\sqrt {\left({\frac {N_{\varphi _{1}}\cos \varphi _{1}}{k}}\right)^{2}+{\frac {S(\varphi _{1})-S(\varphi )}{k\pi }}}}={\sqrt {\left({\frac {N_{\varphi _{2}}\cos \varphi _{2}}{k}}\right)^{2}+{\frac {S(\varphi _{2})-S(\varphi )}{k\pi }}}}}
に投影する。ただし、
{\displaystyle k={\frac {\left(N_{\varphi _{1}}\cos \varphi _{1}\right)^{2}-\left(N_{\varphi _{2}}\cos \varphi _{2}\right)^{2}}{S(\varphi _{2})-S(\varphi _{1})}}\pi }
{\displaystyle S(\varphi )=2\pi \int _{0}^{\varphi }M_{\theta }N_{\theta }\cos \theta {\mathrm {d} }\theta =\pi a^{2}\left({\frac {1}{e}}-e\right)\left\{{\frac {e\sin \varphi }{1-(e\sin \varphi )^{2}}}+\tanh ^{-1}(e\sin \varphi )\right\}}　（赤道と緯度 φ の平行圏に挟まれた緯度帯の面積）
であり、{\displaystyle M_{\varphi }={\frac {a(1-e^{2})}{(1-e^{2}\sin ^{2}\varphi )^{3/2}}}} 及び {\displaystyle N_{\varphi }={\frac {a}{\sqrt {1-e^{2}\sin ^{2}\varphi }}}} は、それぞれ緯度 φ に対する子午線曲率半径及び卯酉線曲率半径である。